# Three Cheers for Sweet Revenge
Three Cheers for Sweet Revenge è il secondo album in studio del gruppo musicale statunitense My Chemical Romance, pubblicato nel 2004.

## Tracce
1. Helena - 3:22
2. Give 'Em Hell, Kid - 2:18
3. To the End - 3:01
4. You Know What They Do to Guys Like Us in Prison - 2:53
5. I'm Not Okay (I Promise) - 3:08
6. The Ghost of You - 3:23
7. The Jetset Life Is Gonna Kill You - 3:37
8. Interlude - 0:57
9. Thank You for The Venom - 3:41
10. Hang 'Em High - 2:47
11. It's Not a Fashion Statement, It's a Fucking Deathwish - 3:30
12. Cemetery Drive - 3:08
13. I Never Told You What I Do for a Living - 3:51

## Formazione
My Chemical Romance
- Gerard Way - voce
- Ray Toro - chitarra solista, cori
- Frank Iero - chitarra ritmica, cori
- Mikey Way - basso
- Matt Pelissier - batteria, percussioni

Altri musicisti
- Bert McCracken – cori You Know What They Do to Guys Like Us in Prison
- Keith Morris – cori in Hang 'Em High
- Rinat – cori in The Ghost of You
- Howard Benson – piano Hammond

## Classifiche
| Classifica (2021-25) | Posizione massima |
| -------------------- | ----------------- |
| Australia            | 16                |
| Grecia               | 20                |
| Polonia              | 89                |
| Portogallo           | 8                 |
| Regno Unito          | 9                 |
| Ungheria             | 13                |